# ألفرد تومسون (سياسي)
ألفرد تومسون هو سياسي كندي، ولد في 6 يونيو 1869، وتوفي في 20 أبريل 1940. انتخب عضو مجلس العموم الكندي.